# Reichsbahndirektion Elberfeld

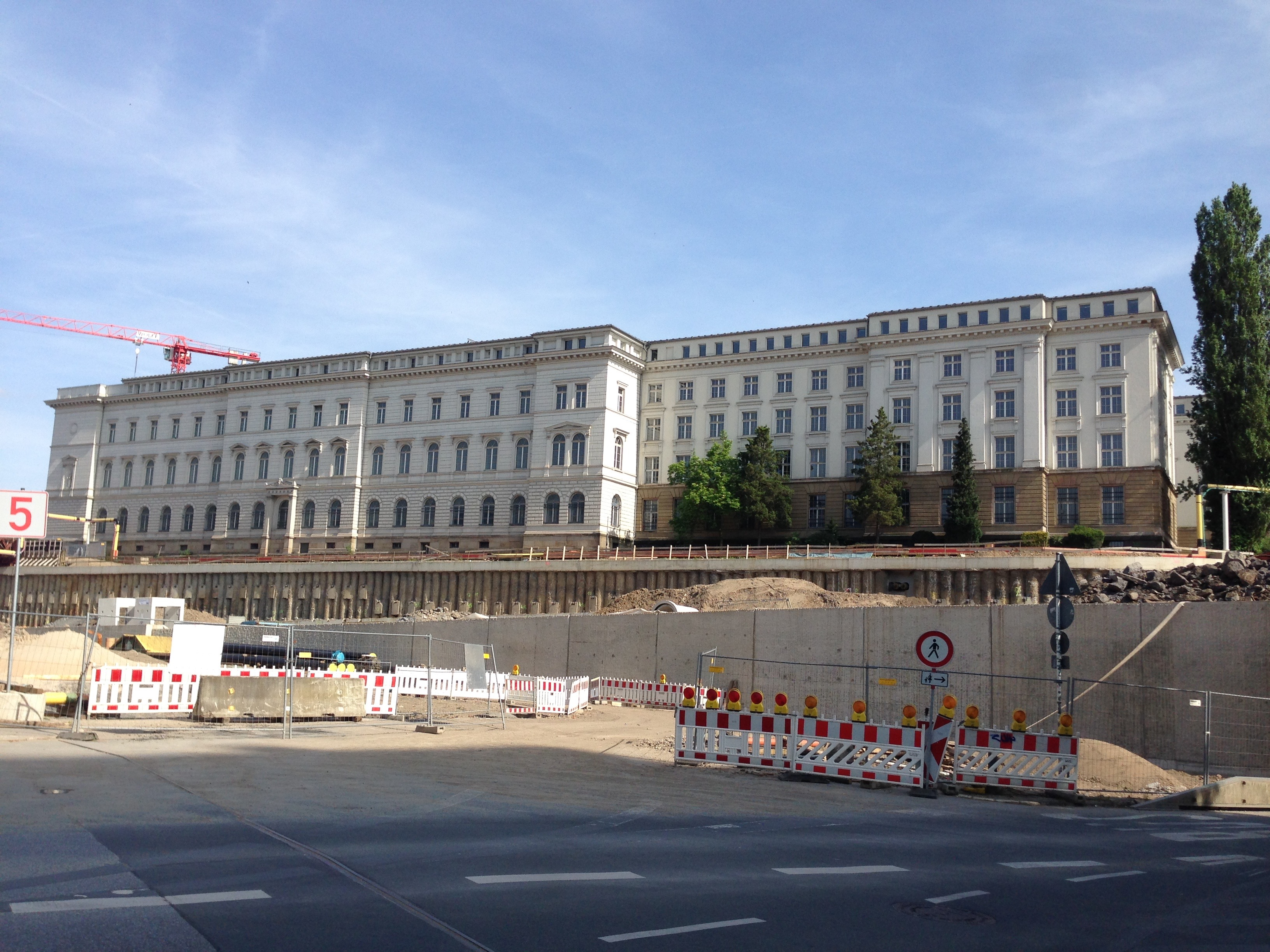
Das Gebäude der Bundesbahndirektion während des Döppersberg-Umbaus

Die Reichsbahndirektion Elberfeld (ab 1930 Reichsbahndirektion Wuppertal) war ein Verwaltungsbezirk der Deutschen Reichsbahn. 1974 ging er in den Bundesbahndirektionen in Köln und Essen auf.

## Geschichte
Die Geschichte der Reichsbahndirektion geht zurück auf die „Königliche Direction der Bergisch-Märkischen Eisenbahn“, die 1850 vom Königreich Preußen eingerichtet wurde. Sie war zuständig für die staatliche Aufsicht über die nominell private, aber vom Staat betriebene Bergisch-Märkische Eisenbahn-Gesellschaft (BME). Mit dem Beginn der Verstaatlichungswelle der Eisenbahnen in Preußen 1879 wurde sie in Königliche Eisenbahndirektion Elberfeld umbenannt. 1882 wurde die BME als letzte der drei großen privaten Eisenbahn-Gesellschaften auch formal verstaatlicht.
1920 gingen die Preußischen Staatseisenbahnen in der Deutschen Reichsbahn auf, es erfolgte die Umbenennung in „Reichsbahndirektion Elberfeld“. Im Zusammenhang mit der Bildung der Stadt und Umbenennung in „Wuppertal“ wurde auch die Reichsbahndirektion zum 1. September 1930 in „Reichsbahndirektion Wuppertal“ umbenannt. Die letzte Umbenennung erfolgte nach der Gründung der Deutschen Bundesbahn 1949. Die Direktion hieß nun Bundesbahndirektion Wuppertal.
1974 wurde die Bundesbahndirektion Wuppertal aufgelöst, die ihr zugeordneten Strecken anderen Direktionen unterstellt, darunter der Bundesbahndirektion Essen und der Bundesbahndirektion Köln.

## Zuständigkeit
Das Gebiet der Reichsbahndirektion erstreckte sich in den preußischen Provinzen Westfalen und Rheinprovinz über das Bergische Land und das Sauerland, zwischen dem Südrand des Ruhrgebiets und der Ruhr im Norden, dem Rhein im Westen und der Sieg im Süden bis zum Oberen Lahntal bei Marburg im Osten. Ihr Kerngebiet waren das stark industrialisierte Tal der Wupper und seine Randbereiche.
Bedeutende Strecken innerhalb der Direktion waren:
- die Bahnstrecke Elberfeld–Dortmund, die Stammstrecke der ehemaligen Bergisch-Märkischen Eisenbahn-Gesellschaft
- die Bahnstrecke Düsseldorf–Elberfeld, die Stammstrecke der ehemaligen Düsseldorf-Elberfelder Eisenbahn-Gesellschaft
- die Ruhr-Sieg-Strecke Hagen – Siegen – (Betzdorf/Dillenburg)
- die Obere Ruhrtalbahn Hagen – Meschede – (Warburg)
- die Strecken entlang des Rheins zwischen Köln und Duisburg bzw. Wuppertal

## Das Gebäude

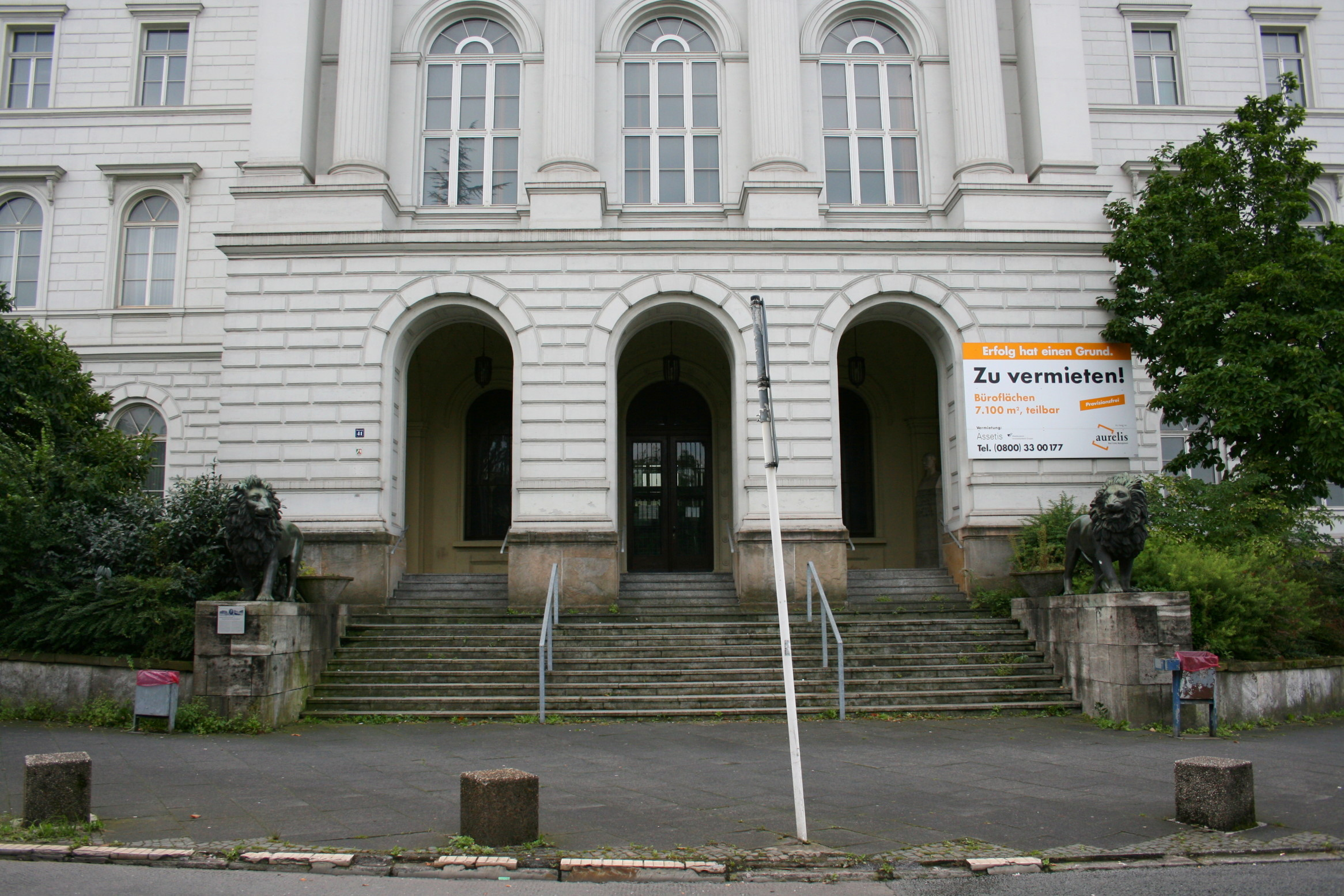
Freitreppe mit Säulenportal

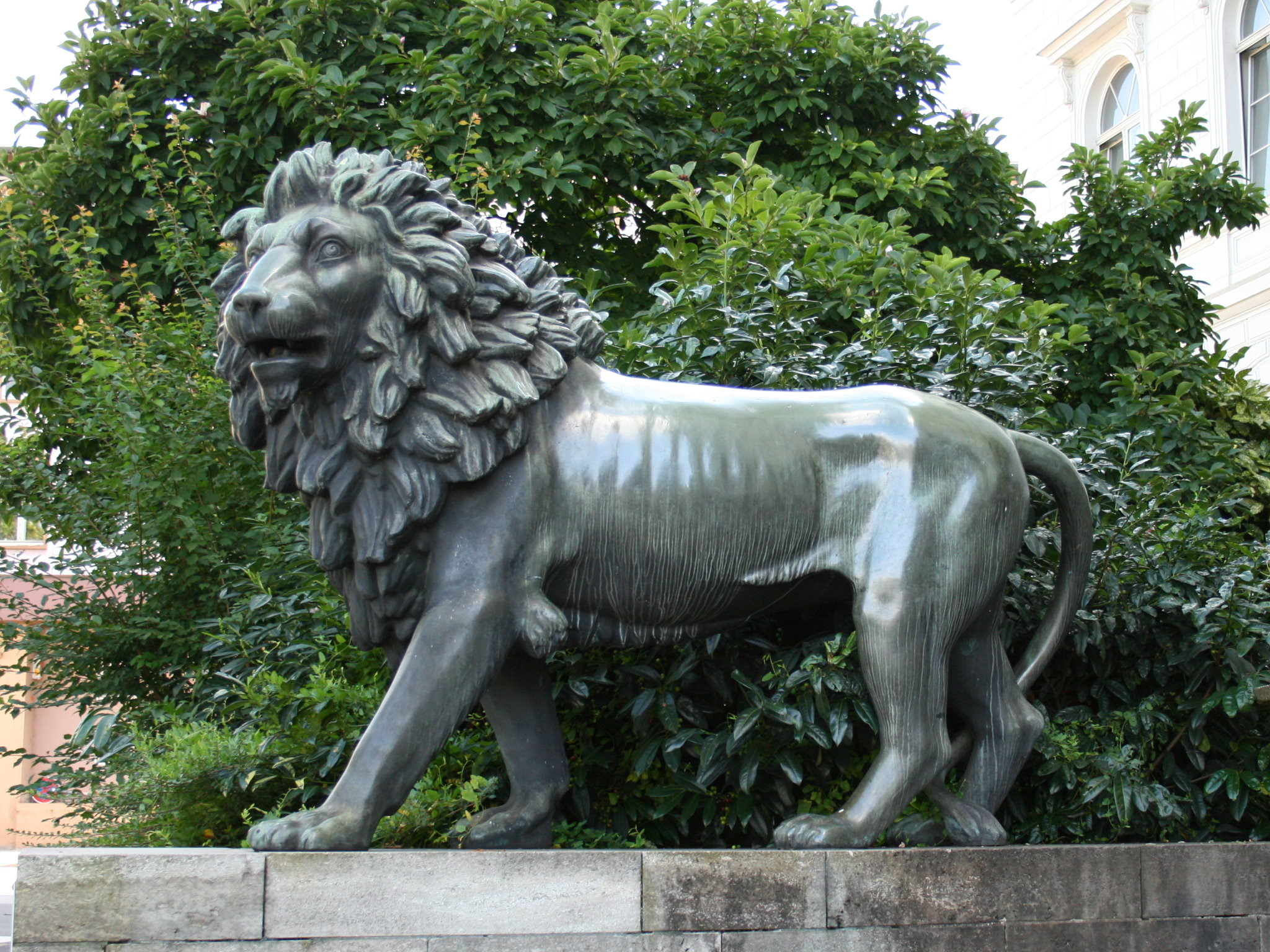
Löwenstatue an der Freitreppe

Das Gebäude, das auch unter dem Namen Bundesbahndirektion bekannt ist, steht in westlicher Richtung vom Wuppertaler Hauptbahnhof auf dem Döppersberg und wurde 1875 bezogen. Das imposante klassizistische Bauwerk mit Freitreppe und Säulenportal wurde ab 1914 erweitert.
Schwere Schäden gab es 1943 im Zweiten Weltkrieg, diese wurden bis 1948 beseitigt. 1967 wurden seitlich der Freitreppe zwei bergische Löwen vor das Portal gesetzt, zu diesem Zeitpunkt war die Absicht der Auflösung der Bundesbahndirektion schon bekannt. Diese wurde dann im Juli 1970 vom Kabinett beschlossen und die Behörde bis 1974 abgewickelt.
Die Fassade des Gebäudes, das seit dem 11. Mai 1988 in der Baudenkmalliste der Stadt geführt wird, wurde zwischen 1999 und 2000 für zehn Millionen Mark saniert. Aurelis, Tochterunternehmen der Deutschen Bahn, war seit 2003 Eigentümerin der knapp 19.000 Quadratmeter (Bruttogeschossfläche) großen Immobilie und bemühte sich seitdem um neue Mieter.
Ein nicht-öffentlicher Fußgängertunnel verbindet unterhalb der anliegenden Bahntrasse das Gebäude mit dem Postgebäude am Kleeblatt.
Die regionale Niederlassung der Krankenversorgung der Bundesbahnbeamten (KVB) mit rund 160 Mitarbeitern nutzte einen Teil der Immobilie bis 2008. Später bezog sie ein neues Bürohaus auf dem Gelände der ehemaligen Bahnzentralwerkstatt in der Kluse, das von 2006 bis 2008 errichtet wurde. Zwischenzeitlich wurde spekuliert, dass die Sammlung des geschlossenen Fuhlrott-Museums hier einziehen könnte. Die Bundesbahndirektion hätte aber vorher noch saniert werden müssen.
Im Juni 2008 wurde bekannt, dass Aurelis die Immobilie an den Wülfrather Investor Uwe Clees verkauft habe. Für 2018 war im Gebäude die Eröffnung des ersten Teilabschnitts des City Outlets Wuppertal mit etwa 50 Shops auf 10.000 m² geplant. In zwei weiteren Ausbaustufen sollte das Outlet Center auf rund 30.000 m² und ca. 150 Shops erweitert werden. Hierfür sollte laut Planungen die ehemalige Bahndirektion über eine Brücke, die über die Gleise des Wuppertaler Hauptbahnhofs führen sollte, mit dem ehemaligen Postgebäude am Kleeblatt verbunden werden. Dieses Unterfangen scheiterte jedoch daran, dass sich keine passenden Mieter fanden.
Später entstand der Plan, das Gebäude in Zukunft an die Stadtverwaltung, das Jobcenter und die Bergische Universität zu vermieteten. Diese Einigung erzielte der Stadtkämmerer Johannes Slawig nach mehrmonatigen Verhandlungen mit der Clees-Gruppe. Das trägt laut der Westdeutschen Zeitung dazu bei, den Platzproblemen der Stadtverwaltung Abhilfe zu  schaffen und dem Jobcenter sowie der Universität größere Präsenz bringen. Das Gebäude soll im Herbst 2025 bezogen werden.

## Vorsitzende und Präsidenten
| Zeitraum              | Name                           |
| --------------------- | ------------------------------ |
| 1850–1852             | August Hübener                 |
| 1852–1856 (†)         | Wilhelm Ostermann              |
| 1856–1875             | Carl Danco                     |
| 1873–1881             | Paul Jonas                     |
| 1881–1887             | Karl Hermann Peter von Thielen |
| 1887–1903             | Hugo Dieck                     |
| 01.10.1903–30.06.1919 | Christian Hoeft                |
| 01.07.1919–31.03.1924 | August Denicke                 |
| 01.04.1924–26.07.1925 | Clemens Marx                   |
| 01.10.1925–31.01.1937 | Rudolf Loewel                  |
| 01.02.1937–1945       | Ludwig Röbe                    |
| 28.05.1945–1952       | Max Jacobshagen                |
| 22.10.1952–1962       | Ernst Wintgen                  |
| 01.06.1962–30.09.1966 | Friedrich Lämmerholt           |
| 01.02.1967–31.12.1969 | Karl-Heinz Eckhardt            |
| 01.01.1970–23.05.1972 | Walter Gerlach                 |
| 01.01.1973–30.11.1974 | Hermann Lamp                   |